# Сан Пјетро Капофијуме (Болоња)
Сан Пјетро Капофијуме (итал. San Pietro Capofiume) је насеље у Италији у округу Болоња, региону Емилија-Ромања.
Према процени из 2011. у насељу је живело 1708 становника. Насеље се налази на надморској висини од 7 м.